# 弗洛里森特鎮區 (密蘇里州聖路易斯縣)
弗洛里森特鎮區（英語：Florissant Township）是位於美國密蘇里州聖路易斯縣的一個行政鎮區。

## 地方資料
弗洛里森特鎮區的面積為19.82平方千米，當中陸地面積為19.81平方千米，而水域面積為0.01平方千米。根據2020年美國人口普查的數據，當地共有人口35062人，而人口密度為每平方千米1,769.02人。